# Iglesia de Nuestra Señora del Carmen (Mieres)
La Iglesia de Nuestra Señora del Carmen o Convento de los Padres Pasionistas es un templo del concejo asturiano de Mieres (España).

## Descripción
Se encuentra situada en la Plaza de la Libertad, en el centro de Mieres. Fue levantada como residencia de los Padres Pasionistas. Su fachada principal, de estilo funcional y austero, se forma mediante un pórtico de altas columnas que finaliza en un cuerpo triangular. En ésta se presentan tres vanos alargados sobre relieves. El ábside de la iglesia es semicircular y las capillas laterales se forman mediante cuerpos triangulares. En la fachada principal se alza una torre campanario que se remata con pequeño arquillos a forma de espadaña.  
El interior es muy luminoso y destaca en una de las capillas laterales la imagen de Santa Gema, con gran devoción en la zona. También hay imágenes dedicadas a San Pablo de la Cruz,  la Virgen del Carmen y San José. El diseño de muebles se armoniza con el estilo del edificio y fueron diseñados por el mismo arquitecto.